# Порзово
Порзово — село в Камешкирском районе Пензенской области России, входит в состав Пестровского сельсовета.

## География
Расположено на берегу реки Качатокомяк в 12 км на юго-запад от центра сельсовета села Пестровка и в 24 км на юг от районного центра села Русский Камешкир.

## История
Основано в 1700–1703 гг. пензенцами Иваном и Сидором Порозовыми в составе Узинского стана Пензенского уезда. В 1704 г. построена Никольская церковь. В 1718 г. в селе Никольском, Таштокомяк тож, Узинского стана Пензенского уезда часть села – за Аксиньей Ивановной Зубаревой, часть – за Савелием Фадеевичем Пироговым. В 1722 г. – село Никольское, Порозово тож, Пензенского уезда. В 1737 г., по прошению прапорщика Григория Романовича Зубарева, построен теплый придел к Никольской церкви во имя Иоанна Воина. К 1738 году часть имения продана помещику Стромилову. Новая церковь построена в 1736 г., по другим сведениям, в 1743 г. В 1745 г. помещиком показан Сидор Никитич Слепцов. В 1747 г. – помещица, вдова Анастасия Мартынова. В 1753 г. – село Никольское, Порозово тож, Пензенского уезда капрала Максима Андреева, капитана Петра Есипова, поручиков Якова Трегубова и Григория Зубарева. С 1780 г. – село Петровского уезда Саратовской губернии. Половину его (Никольский приход) составляли государственные, другую (Михайловский приход) – помещичьи крестьяне. В 1795 г. село Никольское, Порозово тож, – владение поручицы Настасьи Ивановны Жмакиной с прочими владельцами, а также казенных крестьян; владельческих 32 двора, 133 ревизских души, казенных крестьян 17 дворов, 58 ревизских душ. В 1877 г. – волостной центр Петровского уезда, 140 дворов, деревянная церковь во имя Николая Чудотворца (построена в 1873 г.), школа, 2 водяные мельницы, красильня, в 4-х верстах – водяная мельница и кирпичный сарай. В 1911 г. – 205 дворов, 2 церкви, церковноприходская и земская школы, больница, ветеринарный пункт.
В 1921 г. в селе 79 дворов (без Михайловки). В 1926 г. Михайловка показана как часть с. Порзово. С 1928 года село являлось центром сельсовета Камешкирского района Кузнецкого округа Средне-Волжской области (с 1939 года — в составе Пензенской области). В 1955 г. – центральная усадьба колхоза имени Андреева. Решением Пензенского облисполкома от 30.9.1969 г. в его черту включены деревни Мартыновка и Ключи. В 1980-е гг. – центральная усадьба колхоза имени Кирова. Законом Пензенской области от 22.12.2010 г. Порзовский сельсовет был упразднен, село вошло в состав Пестровского сельсовета.
До 2012 года в селе действовала начальная общеобразовательная школа.

## Население
| 1795 | 1859 | 1884 | 1914 | 1921 | 1926  | 1939  |
| ---- | ---- | ---- | ---- | ---- | ----- | ----- |
| 382  | ↘314 | ↗407 | ↘397 | ↗457 | ↗1536 | ↘1217 |
| 1959 | 1979 | 1989 | 1996 | 2002 | 2010  |       |
| ↘773 | ↘605 | ↘569 | →569 | ↘476 | ↘419  |       |

## Инфраструктура
В селе имеются участковая больница, отделение почтовой связи.